# Красново (Харовский район)
Красново — упразднённая деревня в Харовском районе Вологодской области. Входила в состав Разинского сельского поселения, с точки зрения административно-территориального деления — в Разинский сельсовет.

## География
Расстояние по автодороге до районного центра Харовска — 41 км, до центра муниципального образования Горы — 6 км. Ближайшие населённые пункты — Мятнево, Мишаково, Квашниха.

## История
Упразднена в 2020 году

## Население
| 2010 |
| ---- |
| 0    |

По данным переписи в 2002 году постоянного населения не было.